# Chafariz de São Miguel
O Chafariz de São Miguel, também designado por Chafariz do Anjo São Miguel, Chafariz da Sé e Fonte de São Miguel o Anjo, localiza-se ao lado da Sé do Porto, na freguesia atual de Cedofeita, Santo Ildefonso, Sé, Miragaia, São Nicolau e Vitória, na cidade e Distrito do Porto, em Portugal.
Fontanário que terá sido construído com projecto de Nasoni, encontra-se classificado como Imóvel de Interesse Público desde 1926.
O nome da fonte, que contém uma moldura em ferro forjado, assim como um baixo relevo em mármore, advém duma estátua que está ao cimo que representa o anjo São Miguel.